# Rafael Reißer

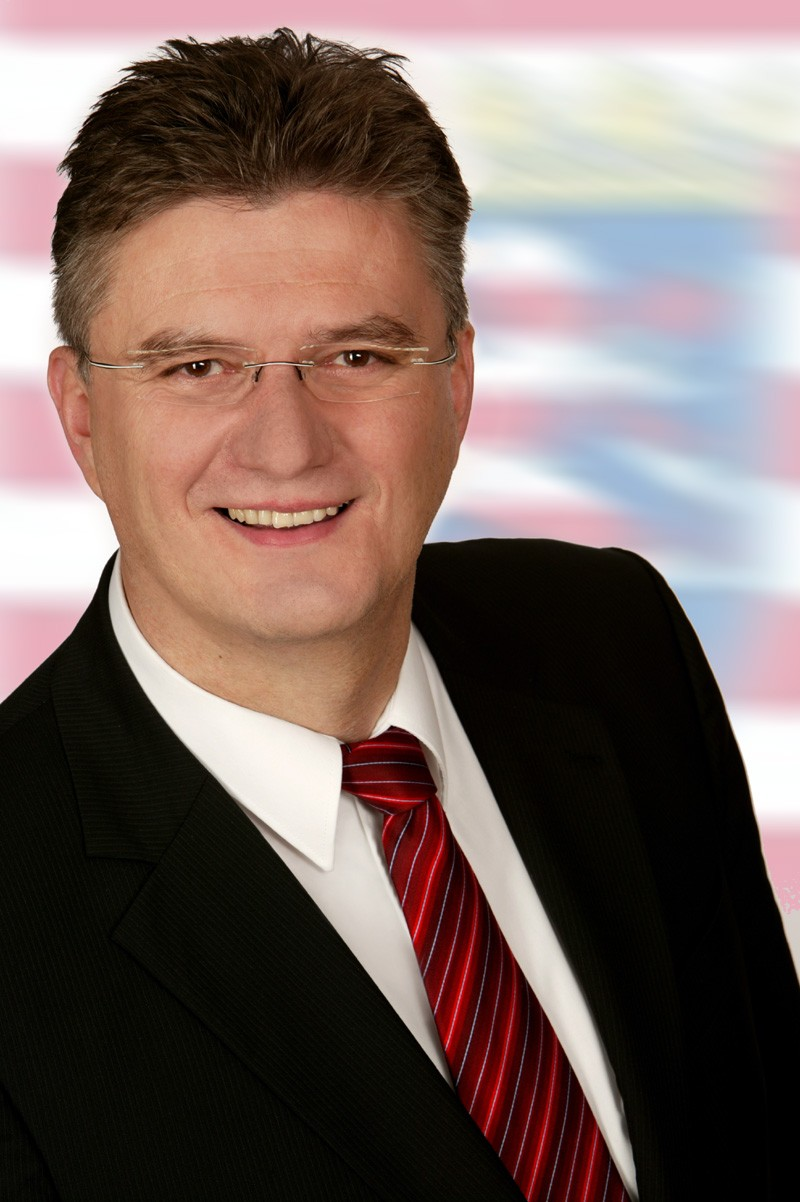
Rafael Reißer (2008)

Rafael Reißer (* 12. Januar 1958 in Darmstadt) ist ein deutscher Politiker (CDU) und gehörte von 2003 bis 2008 sowie seit der Neuwahl des Hessischen Landtags am 18. Januar 2009 bis zum 30. Juni 2011 als stets direkt gewählter Abgeordneter des Landtagswahlkreises Darmstadt I dem Hessischen Landtag an. 
Von Juni 2011 bis Mai 2021 war er gewählter Bürgermeister seiner Heimatstadt Darmstadt.

## Ausbildung und Beruf
Nach dem Schulabschluss machte Rafael Reißer eine Ausbildung als Stahlbauschlosser bei Donges-Stahlbau Darmstadt und schloss diese 1976 ab. Sein Vater Herbert Reißer war in den 1970er Jahren Stadtbaurat in Darmstadt. Im Jahr 1983 legte er das Examen als Dipl.-Betriebswirt (Schwerpunkte: Unternehmensführung, Marketing und Krankenhausbetriebswirtschaft) an der FH Mainz ab und arbeitete ab 1983 als Verkaufsrepräsentant verschiedener Firmen und führte anschließend sein eigenes Fotofachgeschäft. Von September 2008 bis Januar 2009 arbeitete er bei der Firma Merck KGaA im Bereich Public Affairs.

## Politik
Reißer wurde 1975 Mitglied der CDU und 1996 zum stellv. Vorsitzenden des Stadtteils Kranichstein. Von 2006 bis 2010 war er Kreisvorsitzender der CDU Darmstadt. Seit 2006 ist er Fraktionsvorsitzender der CDU-Stadtverordnetenfraktion.
Im Hessischen Landtag war er seit dem 5. April 2003 Mitglied. Bei der Landtagswahl in Hessen 2003 wurde er als Wahlkreisabgeordneter im Wahlkreis Darmstadt-Stadt I gewählt. Dieser Wahlkreis war zuvor bei jeder Landtagswahl von der SPD gewonnen worden. Er war im Landtag Mitglied im Ausschuss für Wissenschaft und Kunst, Innenausschuss, Sozialpolitischer Ausschuss, Untersuchungsausschuss 16/2, Landesjugendhilfeausschuss (Mitglieder nach § 9 Abs. 1 Nr. 1 des Gesetzes zur Ausführung des Kinder- und Jugendhilfegesetzes) sowie dem Verwaltungsausschuss beim Staatstheater Darmstadt.
Bei der Landtagswahl 2008 verlor Reißer diesen Wahlkreis wieder und wurde auch nicht über die Landesliste gewählt.
Bei der Landtagswahl 2009 konnte Reißer seinen Wahlkreis wieder zurückgewinnen und erneut in den Hessischen Landtag einziehen. Dort war er Sprecher für Forschungspolitik sowie Wissenschaft und Kunst. Des Weiteren war er Mitglied in den Ausschüssen Wissenschaft und Kunst, Innen sowie im Unterausschuss Justizvollzug.
Nach der Kommunalwahl im Jahr 2006 übernahm er den Vorsitz der CDU-Fraktion in der Darmstädter Stadtverordnetenversammlung. Für die Kommunalwahl 2011 kandidierte er als Spitzenkandidat der Kommunalwahlliste der Darmstädter CDU und ebenfalls als Oberbürgermeister-Kandidat seiner Partei in Darmstadt, gelangte aber nicht in die Stichwahl. Als Ergebnis der Kommunalwahl 2011 ist in der Stadtverordnetenversammlung Darmstadt eine grün-schwarze Mehrheitskoalition gebildet worden. Gemäß dem Koalitionsvertrag erhielt die CDU zwei hauptamtliche Magistratsposten, von denen Rafael Reißer einen als Bürgermeister (1. Beigeordneter) der Stadt seit dem 22. Juni 2011 bekleidete. Am 30. Juni 2011 legte er sein Landtagsmandat nieder. Nachrückerin wurde Irmgard Klaff-Isselmann.
Im Mai 2021 wurde er von der neu gebildeten Regierungskoalition der Stadtverordnetenversammlung in Darmstadt als Bürgermeister abgewählt, seine Nachfolgerin wurde Barbara Akdeniz von den Grünen.

## Sonstige Ämter
Reißer ist seit 2003 Aufsichtsratsmitglied HEAG Südhessische Energie AG (HSE), Darmstadt.
Außerdem ist er 1. Vorsitzender der Hessischen Spielgemeinschaft 1925 e.V. Darmstadt.